# Ty Gibbs
Statistiques en NASCAR Cup Series
Dernière mise à jour : 5 mai 2025 
Tyler Randal Gibbs, est un pilote automobile américain de NASCAR né le 4 octobre 2002 à Charlotte en Caroline du Nord.
Il participe au programme complet de la NASCAR Cup Series depuis la saison 2023, au volant de la 54 Toyota Camry no 54 de l'écurie Joe Gibbs Racing. Gibbs a remporté championnat 2022 en NASCAR Xfinity Series champion et le championnat 2021 en ARCA Menards Series.
Il est le petit fils de Joe Gibbs, ancien entraîneur dans la NFL et actuel propriétaire de l'écurie Joe Gibbs Racing.

## Carrière
C'est vers la moitié de l'été 2015 que Gibbs commence à piloter, à l'âge de 13 ans et dans la catégorie go-kart.
En 2017 et 2018, Gibbs pilote en CARS Late Model Stock series au sein de l'écurie Marlowe Racing. Il termine 14e de la saison 2017 en n'ayant courut que 8 des 13 courses de la saison et 8e en 2018. Durant cette période, il décroche deux pole positions, mène un total de 90 tours et termine en 13,3e place globale, son meilleur résultat étant une 2e place sur l'Anderson Motor Speedway. En 2019, Gibbs remporte l'IceBreaker 125 couru sur le Myrtle Beach Speedway (en) au volant de la no 18 de la Nelson Motorsports.
C'est en 2019 que Gibbs commence à courir en programme complet en ARCA Menards Series au volant de la Toyota no 18 de la Joe Gibbs Racing.
Il y reste trois saisons et remporte le championnat 2021 au cours duquel il totalise 19 Top-5 (sur 20 courses) dont dix victoires. Il participe également pendant trois saisons en programme partiel aux championnats régionaux d'ARCA Manards Series East (16 courses) et West (4 courses). En East, il décroche 15 Top-5 dont 6 victoires tandis qu'en West, il obtient trois victoires et une deuxième place en quatre courses. En 2020, il termine deuxième en East Series en n'ayant disputé que 6 des 12 courses de la saison.
En 2021, Gibbs court en programme complet en Xfinity Series au volant des Toyota no 54 et no 81 de la Joe Gibbs Racing. Il termine 13e mais la saison suivante remporte le championnat au volant de la no 54 totalisant 9 Top-5 dont 7 victoires.
Il fait ses débuts en 2022 dans la NASCAR Cup Series, la catégorie reine de la NASCAR. Le 24 juillet 2022, l'écurie 23XI Racing annonce que Gibbs pilotera la voiture no 45 lors du M&M's Fan Appreciation 400 disputé le jour même sur le Pocono, en remplacement de Kurt Busch, ce dernier étant déclaré inapte à la conduite à la suite d'une commotion encourue lors d'un accident pendant les essais. Il termine 16e de la course,. Trois jours plus tard, l'écurie confirme sa participation au Verizon 200 d'Indianapolis où il termine 17e. Gibbs réalise le premier Top 10 de sa carrière en Cup Series à l'occasion du FireKeepers Casino 400 de Michigan où il termine 10e,. Le 31 août, afin d'être plus compétitif dans le championnat des propriétaires, l'écurie 23XI Racing décide de permuter Gibbs avec son équipier Bubba Wallace. Gibbs pilote dès lors la voiture no 23 dès le Southern 500. Lors de la course de playoffs au Texas, l'Autotrader EchoPark Automotive 500, Gibbs percute la voiture de Ty Dillon dans la ligne des stands, projetant Dillon en direction d'un officiel et d'un groupe de mécaniciens. Il s'est vu infligé une amende de 75 000 dollars et la voiture no 23 a été pénalisée de 25 points. Gibbs ne participe pas à la dernière course de la saison à la suite du décès de son père Coy (en). Il est remplacé par Daniel Hemric (en).
En 2023 dans la Cup Series, Ty Gibbs pilote la Toyota Camry no 54 de la Joe Gibbs Racing, la voiture no 18 pilotée depuis plusieurs saisons par Kyle Busch n'étant plus attribuée

## Palmarès

### NASCAR Cup Series
Au 5 mai 2025, il a participé à 98 courses réparties sur quatre saisons.
- Voiture en 2025 :  no 54
- Écurie : Joe Gibbs Racing
- Résultat saison 2024 : 15e[12]
- Meilleur classement en fin de saison : 15e en 2024
- 1re course : M&M's Fan Appreciation 400 de 2022 (à Pocono)
- Dernière course : saison 2025 en cours
- Première victoire : -
- Dernière victoire : -
- Victoire(s) : 0
- Top5 : 13
- Top10 : 25
- Pole position : 2

| Légende  | Légende |
| -------- | --- |
| Gras     | Pole position décernée en fonction du temps réalisé en qualification.                                                                     |
| Italique | Pole position décernée av fonction des points au classement ou des temps aux essais.                                                      |
| *        | Plus grand nombre de tours menés. |
| 01       | Aucun point de championnat car inéligible pour le titre lors de cette saison (le pilote concourt pour le titre dans une autre catégorie). |
| DNQ      | Ne s'est pas qualifié. |
| Résultats en NASCAR Cup Series[13]                                                      | Résultats en NASCAR Cup Series[13] | Résultats en NASCAR Cup Series[13] | Résultats en NASCAR Cup Series[13] | Résultats en NASCAR Cup Series[13] | Résultats en NASCAR Cup Series[13] | Résultats en NASCAR Cup Series[13] | Résultats en NASCAR Cup Series[13] | Résultats en NASCAR Cup Series[13] | Résultats en NASCAR Cup Series[13] | Résultats en NASCAR Cup Series[13] | Résultats en NASCAR Cup Series[13] | Résultats en NASCAR Cup Series[13] | Résultats en NASCAR Cup Series[13] | Résultats en NASCAR Cup Series[13] | Résultats en NASCAR Cup Series[13] | Résultats en NASCAR Cup Series[13] | Résultats en NASCAR Cup Series[13] | Résultats en NASCAR Cup Series[13] | Résultats en NASCAR Cup Series[13] | Résultats en NASCAR Cup Series[13] | Résultats en NASCAR Cup Series[13] | Résultats en NASCAR Cup Series[13] | Résultats en NASCAR Cup Series[13] | Résultats en NASCAR Cup Series[13] | Résultats en NASCAR Cup Series[13] | Résultats en NASCAR Cup Series[13] | Résultats en NASCAR Cup Series[13] | Résultats en NASCAR Cup Series[13] | Résultats en NASCAR Cup Series[13] | Résultats en NASCAR Cup Series[13] | Résultats en NASCAR Cup Series[13] | Résultats en NASCAR Cup Series[13] | Résultats en NASCAR Cup Series[13] | Résultats en NASCAR Cup Series[13] | Résultats en NASCAR Cup Series[13] | Résultats en NASCAR Cup Series[13] | Résultats en NASCAR Cup Series[13] | Résultats en NASCAR Cup Series[13] | Résultats en NASCAR Cup Series[13] | Résultats en NASCAR Cup Series[13] | Résultats en NASCAR Cup Series[13] |  |
| --------------------------------------------------------------------------------------- | ---------------------------------- | ---------------------------------- | ---------------------------------- | ---------------------------------- | ---------------------------------- | ---------------------------------- | ---------------------------------- | ---------------------------------- | ---------------------------------- | ---------------------------------- | ---------------------------------- | ---------------------------------- | ---------------------------------- | ---------------------------------- | ---------------------------------- | ---------------------------------- | ---------------------------------- | ---------------------------------- | ---------------------------------- | ---------------------------------- | ---------------------------------- | ---------------------------------- | ---------------------------------- | ---------------------------------- | ---------------------------------- | ---------------------------------- | ---------------------------------- | ---------------------------------- | ---------------------------------- | ---------------------------------- | ---------------------------------- | ---------------------------------- | ---------------------------------- | ---------------------------------- | ---------------------------------- | ---------------------------------- | ---------------------------------- | ---------------------------------- | ---------------------------------- | ---------------------------------- | ---------------------------------- |  |
| Année                                                                                   | Équipe                             | No.                                | Constructeur                       | 1                                  | 2                                  | 3                                  | 4                                  | 5                                  | 6                                  | 7                                  | 8                                  | 9                                  | 10                                 | 11                                 | 12                                 | 13                                 | 14                                 | 15                                 | 16                                 | 17                                 | 18                                 | 19                                 | 20                                 | 21                                 | 22                                 | 23                                 | 24                                 | 25                                 | 26                                 | 27                                 | 28                                 | 29                                 | 30                                 | 31                                 | 32                                 | 33                                 | 34                                 | 35                                 | 36                                 | Clas.                              | Pts                                |  |
| 2022                                                                                    | 23XI Racing                        | 45                                 | Toyota                             | DAY                                | CAL                                | LVS                                | PHO                                | ATL                                | COA                                | RCH                                | MAR                                | BRD                                | TAL                                | DOV                                | DAR                                | KAN                                | CLT                                | GTW                                | SON                                | NSH                                | ROA                                | ATL                                | NHA                                | POC 16                             | IRC 17                             | MCH 10                             | RCH 36                             | GLN 26                             | DAY 13                             |                                    |                                    |                                    |                                    |                                    |                                    |                                    |                                    |                                    |                                    | 47e                                | 01                                 |  |
| 2022                                                                                    | 23XI Racing                        | 23                                 | Toyota                             |                                    |                                    |                                    |                                    |                                    |                                    |                                    |                                    |                                    |                                    |                                    |                                    |                                    |                                    |                                    |                                    |                                    |                                    |                                    |                                    |                                    |                                    |                                    |                                    |                                    |                                    | DAR 15                             | KAN 34                             | BRI 35                             | TEX 20                             | TAL 37                             | CLT 22                             | LVS 22                             | HOM 22                             | MAR 19                             | PHO QL†                            | 47e                                | 01                                 |  |
| 2023                                                                                    | Joe Gibbs Racing                   | 54                                 | Toyota                             | DAY 25                             | CAL 16                             | LVS 22                             | PHO 28                             | ATL 9                              | COA 9                              | RCH 9                              | BRD 10                             | MAR 18                             | TAL 31                             | DOV 13                             | KAN 34                             | DAR 16                             | CLT 26                             | GTW 20                             | SON 18                             | NSH 14                             | CSC 9                              | ATL 34                             | NHA 27                             | POC 5                              | RCH 15                             | MCH 11                             | IRC 12                             | GLN 5                              | DAY 35                             | DAR 21                             | KAN 14                             | BRI 5                              | TEX 33                             | TAL 34                             | ROV 4                              | LVS 34                             | HOM 7                              | MAR 18                             | PHO 21                             | 18e                                | 771                                |  |
| 2024                                                                                    | Joe Gibbs Racing                   | 54                                 | Toyota                             | DAY 17                             | ATL 10                             | LVS 5                              | PHO 3                              | BRI 9                              | COA 3                              | RCH 16                             | MAR 19                             | TEX 13                             | TAL 22                             | DOV 10                             | KAN 32                             | DAR 2                              | CLT 6                              | GTW 11                             | SON 37                             | IOW 25                             | NHA 16                             | NSH 23                             | CSC 3*                             | POC 27                             | IND 23                             | RCH 22                             | MCH 3                              | DAY 5                              | DAR 20                             | ATL 17                             | GLN 22                             | BRI 15                             | KAN 5                              | TAL 13                             | ROV 35                             | LVS 30                             | HOM 36                             | MAR 32                             | PHO 40                             | 15e                                | 2169                               |  |
| 2025                                                                                    | Joe Gibbs Racing                   | 54                                 | Toyota                             | DAY 16                             | ATL 32                             | COA 34                             | PHO 25                             | LVS 22                             | HOM 25                             | MAR 13                             | DAR 9                              | BRI 3                              | TAL 17*                            | TEX 23                             | KAN                                | CLT                                | NSH                                | MCH                                | MXC                                | POC                                | ATL                                | CSC                                | SON                                | DOV                                | IND                                | IOW                                | GLN                                | RCH                                | DAY                                | DAR                                | GTW                                | BRI                                | NHA                                | KAN                                | ROV                                | LVS                                | TAL                                | MAR                                | PHO                                | E.C.                               | E.C.                               |  |
| † – S'est qualifié aux essais mais est remplacée pour la course par Daniel Hemric (en). |                                    |                                    |                                    |                                    |                                    |                                    |                                    |                                    |                                    |                                    |                                    |                                    |                                    |                                    |                                    |                                    |                                    |                                    |                                    |                                    |                                    |                                    |                                    |                                    |                                    |                                    |                                    |                                    |                                    |                                    |                                    |                                    |                                    |                                    |                                    |                                    |                                    |                                    |                                    |                                    |                                    |  |
| Résultats au Daytona 500 | Résultats au Daytona 500 | Résultats au Daytona 500 | Résultats au Daytona 500 | Résultats au Daytona 500 | Résultats au Daytona 500 |
| ------------------------ | ------------------------ | ------------------------ | ------------------------ | ------------------------ | ------------------------ |
| Année                    | L'équipe                 | Voiture                  | Fabricant                | Position au              | Position au              |
| Année                    | L'équipe                 | Voiture                  | Fabricant                | Départ                   | Arrivée                  |
| 2023                     | Joe Gibbs Racing         | 54                       | Toyota                   | 35                       | 25                       |
| 2024                     | Joe Gibbs Racing         | 54                       | Toyota                   | 15                       | 17                       |
| 2025                     | Joe Gibbs Racing         | 54                       | Toyota                   | 23                       | 16                       |

### NASCAR Xfinity Series
Au 5 mai 2025, il a participé à 65 courses sur 4 saisons :
- Saison actuelle: Voiture Toyota no 19 et 20 de la Joe Gibbs Racing en 2024
- Résultat dernière saison : 74e en 2023
- Meilleur classement en fin de saison : 1er en 2022
- Première course : Super Start Batteries 188 de 2011 (à Daytona RC)
- Dernière course : Mission 200 at the Glen de 2024 (à Watkins Glen)
- Première victoire : Super Start Batteries 188 de 2021 (à Daytona RC)
- Dernière victoire : Pennzoil 150 de 2023 (à Indianapolis G.P.)
- Victoire(s) : 12
- Top5 : 31
- Top10 : 41
- Pole positin : 9

| Légende  | Légende |
| -------- | --- |
| Gras     | Pole position décernée en fonction du temps réalisé en qualification.                                                                     |
| Italique | Pole position décernée av fonction des points au classement ou des temps aux essais.                                                      |
| *        | Plus grand nombre de tours menés. |
| 01       | Aucun point de championnat car inéligible pour le titre lors de cette saison (le pilote concourt pour le titre dans une autre catégorie). |
| DNQ      | Ne s'est pas qualifié. |
| Résultats en NASCAR Xfinity Series[14] | Résultats en NASCAR Xfinity Series[14] | Résultats en NASCAR Xfinity Series[14] | Résultats en NASCAR Xfinity Series[14] | Résultats en NASCAR Xfinity Series[14] | Résultats en NASCAR Xfinity Series[14] | Résultats en NASCAR Xfinity Series[14] | Résultats en NASCAR Xfinity Series[14] | Résultats en NASCAR Xfinity Series[14] | Résultats en NASCAR Xfinity Series[14] | Résultats en NASCAR Xfinity Series[14] | Résultats en NASCAR Xfinity Series[14] | Résultats en NASCAR Xfinity Series[14] | Résultats en NASCAR Xfinity Series[14] | Résultats en NASCAR Xfinity Series[14] | Résultats en NASCAR Xfinity Series[14] | Résultats en NASCAR Xfinity Series[14] | Résultats en NASCAR Xfinity Series[14] | Résultats en NASCAR Xfinity Series[14] | Résultats en NASCAR Xfinity Series[14] | Résultats en NASCAR Xfinity Series[14] | Résultats en NASCAR Xfinity Series[14] | Résultats en NASCAR Xfinity Series[14] | Résultats en NASCAR Xfinity Series[14] | Résultats en NASCAR Xfinity Series[14] | Résultats en NASCAR Xfinity Series[14] | Résultats en NASCAR Xfinity Series[14] | Résultats en NASCAR Xfinity Series[14] | Résultats en NASCAR Xfinity Series[14] | Résultats en NASCAR Xfinity Series[14] | Résultats en NASCAR Xfinity Series[14] | Résultats en NASCAR Xfinity Series[14] | Résultats en NASCAR Xfinity Series[14] | Résultats en NASCAR Xfinity Series[14] | Résultats en NASCAR Xfinity Series[14] | Résultats en NASCAR Xfinity Series[14] | Résultats en NASCAR Xfinity Series[14] | Résultats en NASCAR Xfinity Series[14] | Résultats en NASCAR Xfinity Series[14] |
| -------------------------------------- | -------------------------------------- | -------------------------------------- | -------------------------------------- | -------------------------------------- | -------------------------------------- | -------------------------------------- | -------------------------------------- | -------------------------------------- | -------------------------------------- | -------------------------------------- | -------------------------------------- | -------------------------------------- | -------------------------------------- | -------------------------------------- | -------------------------------------- | -------------------------------------- | -------------------------------------- | -------------------------------------- | -------------------------------------- | -------------------------------------- | -------------------------------------- | -------------------------------------- | -------------------------------------- | -------------------------------------- | -------------------------------------- | -------------------------------------- | -------------------------------------- | -------------------------------------- | -------------------------------------- | -------------------------------------- | -------------------------------------- | -------------------------------------- | -------------------------------------- | -------------------------------------- | -------------------------------------- | -------------------------------------- | -------------------------------------- | -------------------------------------- |
| Année                                  | Équipe                                 | No.                                    | Constructeur                           | 1                                      | 2                                      | 3                                      | 4                                      | 5                                      | 6                                      | 7                                      | 8                                      | 9                                      | 10                                     | 11                                     | 12                                     | 13                                     | 14                                     | 15                                     | 16                                     | 17                                     | 18                                     | 19                                     | 20                                     | 21                                     | 22                                     | 23                                     | 24                                     | 25                                     | 26                                     | 27                                     | 28                                     | 29                                     | 30                                     | 31                                     | 32                                     | 33                                     | Clas.                                  | Pts                                    |
| 2021                                   | Joe Gibbs Racing                       | 54                                     | Toyota                                 | DAY                                    | DRC 1                                  | HOM                                    | LVS                                    | PHO 2                                  | ATL                                    | MAR 4                                  | TAL                                    | DAR 18                                 | DOV 5                                  | COA                                    | CLT 1                                  | MOH 3                                  | TEX                                    | NSH                                    | POC 2                                  |                                        |                                        |                                        | GLN 1*                                 | IRC 19                                 | MCH 13                                 | DAY                                    | DAR                                    | RCH 7*                                 | BRI 11                                 | LVS 11                                 | TAL                                    | CLT 21                                 | TEX                                    | KAN 1                                  | MAR 27                                 | PHO                                    | 13e                                    | 663                                    |
| 2021                                   | Joe Gibbs Racing                       | 81                                     | Toyota                                 |                                        |                                        |                                        |                                        |                                        |                                        |                                        |                                        |                                        |                                        |                                        |                                        |                                        |                                        |                                        |                                        | ROA 33                                 | ATL                                    | NHA                                    |                                        |                                        |                                        |                                        |                                        |                                        |                                        |                                        |                                        |                                        |                                        |                                        |                                        |                                        | 13e                                    | 663                                    |
| 2022                                   | Joe Gibbs Racing                       | 54                                     | Toyota                                 | DAY 11                                 | CAL 13                                 | LVS 1                                  | PHO 6                                  | ATL 1                                  | COA 15                                 | RCH 1                                  | MAR 8*                                 | TAL 35                                 | DOV 3                                  | DAR 16                                 | TEX 12                                 | CLT 2                                  | PIR 7*                                 | NSH 4                                  | ROA 1                                  | ATL 35                                 | NHA 21*                                | POC 2                                  | IRC 8                                  | MCH 1*                                 | GLN 27                                 | DAY 7                                  | DAR 6                                  | KAN 3*                                 | BRI 36                                 | TEX 3                                  | TAL 7                                  | CLT 2                                  | LVS 4                                  | HOM 2                                  | MAR 1*                                 | PHO 1*                                 | 1er                                    | 4040                                   |
| 2023                                   | Joe Gibbs Racing                       | 19                                     | Toyota                                 | DAY                                    | CAL                                    | LVS                                    | PHO                                    | ATL                                    | COA 3                                  | RCH                                    | MAR                                    | TAL                                    | DOV                                    | DAR                                    | CLT 5                                  | PIR                                    | SON 4                                  | NSH 37                                 | CSC                                    | ATL 6                                  | NHA                                    | POC                                    | ROA                                    | MCH 4                                  | IRC 1*                                 | GLN 17                                 | DAY                                    | DAR                                    | KAN                                    | BRI                                    | TEX                                    | ROV                                    | LVS                                    | HOM                                    | MAR                                    | PHO                                    | 74e                                    | 01                                     |
| 2024                                   | Joe Gibbs Racing                       | 19                                     | Toyota                                 | DAY                                    | ATL                                    | LVS                                    | PHO                                    | COA 24                                 | RCH                                    | MAR                                    | TEX                                    | TAL                                    | DOV                                    | DAR                                    |                                        |                                        | SON 35                                 | IOW                                    | NHA                                    | NSH 20                                 | CSC 2                                  | POC                                    | IND                                    | MCH                                    | DAY                                    | DAR                                    | ATL                                    | GLN 25                                 | BRI                                    | KAN                                    | TAL                                    | ROV                                    | LVS                                    | HOM                                    | MAR                                    | PHO                                    | 81e                                    | 01                                     |
| 2024                                   | Joe Gibbs Racing                       | 20                                     | Toyota                                 |                                        |                                        |                                        |                                        |                                        |                                        |                                        |                                        |                                        |                                        |                                        | CLT 9                                  | PIR                                    |                                        |                                        |                                        |                                        |                                        |                                        |                                        |                                        |                                        |                                        |                                        |                                        |                                        |                                        |                                        |                                        |                                        |                                        |                                        |                                        | 81e                                    | 01                                     |

### ARCA Menards Series
Au 5 mai 2025, il a participé à 47 courses sur 3 saisons :
- Dernière saison : Voiture Toyota no 18 de la Joe Gibbs Racing en 2021
- Résultat dernière saison : 1er en 2021
- Meilleur classement en fin de saison : 1er en 2021
- Victoire(s) : 18
- Top5 : 38
- Top10 : 42
- Pole position : 17

| Légende  | Légende |
| -------- | --- |
| Gras     | Pole position décernée en fonction du temps réalisé en qualification.                                                                     |
| Italique | Pole position décernée en fonction des points au classement ou des temps aux essais.                                                      |
| *        | Plus grand nombre de tours menés. |
| 01       | Aucun point de championnat car inéligible pour le titre lors de cette saison (le pilote concourt pour le titre dans une autre catégorie). |
| DNQ      | Ne s'est pas qualifié. |
| Résultats en ARCA Menards Series[15] | Résultats en ARCA Menards Series[15] | Résultats en ARCA Menards Series[15] | Résultats en ARCA Menards Series[15] | Résultats en ARCA Menards Series[15] | Résultats en ARCA Menards Series[15] | Résultats en ARCA Menards Series[15] | Résultats en ARCA Menards Series[15] | Résultats en ARCA Menards Series[15] | Résultats en ARCA Menards Series[15] | Résultats en ARCA Menards Series[15] | Résultats en ARCA Menards Series[15] | Résultats en ARCA Menards Series[15] | Résultats en ARCA Menards Series[15] | Résultats en ARCA Menards Series[15] | Résultats en ARCA Menards Series[15] | Résultats en ARCA Menards Series[15] | Résultats en ARCA Menards Series[15] | Résultats en ARCA Menards Series[15] | Résultats en ARCA Menards Series[15] | Résultats en ARCA Menards Series[15] | Résultats en ARCA Menards Series[15] | Résultats en ARCA Menards Series[15] | Résultats en ARCA Menards Series[15] | Résultats en ARCA Menards Series[15] | Résultats en ARCA Menards Series[15] |
| ------------------------------------ | ------------------------------------ | ------------------------------------ | ------------------------------------ | ------------------------------------ | ------------------------------------ | ------------------------------------ | ------------------------------------ | ------------------------------------ | ------------------------------------ | ------------------------------------ | ------------------------------------ | ------------------------------------ | ------------------------------------ | ------------------------------------ | ------------------------------------ | ------------------------------------ | ------------------------------------ | ------------------------------------ | ------------------------------------ | ------------------------------------ | ------------------------------------ | ------------------------------------ | ------------------------------------ | ------------------------------------ | ------------------------------------ |
| Année                                | Équipe                               | No.                                  | Constructeur                         | 1                                    | 2                                    | 3                                    | 4                                    | 5                                    | 6                                    | 7                                    | 8                                    | 9                                    | 10                                   | 11                                   | 12                                   | 13                                   | 14                                   | 15                                   | 16                                   | 17                                   | 18                                   | 19                                   | 20                                   | Clas.                                | Pts                                  |
| 2019                                 | Joe Gibbs Racing                     | 18                                   | Toyota                               | DAY                                  | FIF 2                                | SLM 6                                | TAL                                  | NSH 2                                | TOL 2                                | CLT                                  | POC                                  | MCH                                  | MAD 8                                | GTW 1                                | CHI                                  | ELK 2                                | IOW 5                                | POC                                  | ISF 15                               | DSF                                  | SLM 1*                               | IRP 15*                              | KAN                                  | 13e                                  | 2315                                 |
| 2020                                 | Joe Gibbs Racing                     | 18                                   | Toyota                               | DAY                                  | PHO 3*                               | TAL                                  | POC 1*                               | IRP 15                               | KEN 1*                               | IOW 1*                               | KAN                                  | TOL 2                                | TOL 10*                              | MCH                                  | DRC 2                                | GTW 1*                               | L44 4                                | TOL 3                                | BRI 2                                | WIN 1*                               | MEM 1                                | ISF 10                               | KAN 14                               | 5e                                   | 674                                  |
| 2021                                 | Joe Gibbs Racing                     | 18                                   | Toyota                               | DAY 4                                | PHO 1*                               | TAL 27                               | KAN 1**                              | TOL 1*                               | CLT 1**                              | MOH 1*                               | POC 2                                | ELK 4*                               | BLN 2*                               | IOW 1*                               | WIN 1                                | GLN 3                                | MCH 1*                               | ISF 2                                | MLW 1**                              | DSF 2                                | BRI 1*                               | SLM 2*                               | KAN 2*                               | 1er                                  | 997                                  |

### ARCA Menards Series East
Au 5 mai 2025, il a participé à 16 courses sur 3 saisons :
- Dernière saison : Voiture Toyota no 18 de la Joe Gibbs Racing en 2021
- Résultat dernière saison : 9e en 2021
- Meilleur classement en fin de saison : 2e en 2020
- Victoire(s) : 6
- Top5 : 15
- Top10 : 15
- Pole position : 5

| Légende  | Légende |
| -------- | --- |
| Gras     | Pole position décernée en fonction du temps réalisé en qualification.                                                                     |
| Italique | Pole position décernée en fonction des points au classement ou des temps aux essais.                                                      |
| *        | Plus grand nombre de tours menés. |
| 01       | Aucun point de championnat car inéligible pour le titre lors de cette saison (le pilote concourt pour le titre dans une autre catégorie). |
| DNQ      | Ne s'est pas qualifié. |
| Résultats en ARCA Menards Series East[16] | Résultats en ARCA Menards Series East[16] | Résultats en ARCA Menards Series East[16] | Résultats en ARCA Menards Series East[16] | Résultats en ARCA Menards Series East[16] | Résultats en ARCA Menards Series East[16] | Résultats en ARCA Menards Series East[16] | Résultats en ARCA Menards Series East[16] | Résultats en ARCA Menards Series East[16] | Résultats en ARCA Menards Series East[16] | Résultats en ARCA Menards Series East[16] | Résultats en ARCA Menards Series East[16] | Résultats en ARCA Menards Series East[16] | Résultats en ARCA Menards Series East[16] | Résultats en ARCA Menards Series East[16] | Résultats en ARCA Menards Series East[16] | Résultats en ARCA Menards Series East[16] | Résultats en ARCA Menards Series East[16] |
| ----------------------------------------- | ----------------------------------------- | ----------------------------------------- | ----------------------------------------- | ----------------------------------------- | ----------------------------------------- | ----------------------------------------- | ----------------------------------------- | ----------------------------------------- | ----------------------------------------- | ----------------------------------------- | ----------------------------------------- | ----------------------------------------- | ----------------------------------------- | ----------------------------------------- | ----------------------------------------- | ----------------------------------------- | ----------------------------------------- |
| Année                                     | Équipe                                    | No.                                       | Constructeur                              | 1                                         | 2                                         | 3                                         | 4                                         | 5                                         | 6                                         | 7                                         | 8                                         | 9                                         | 10                                        | 11                                        | 12                                        | Clas.                                     | Pts                                       |
| 2019                                      | DGR-Crosley (en)                          | 17                                        | Toyota                                    | NSM 2                                     | BRI                                       | SBO                                       | SBO                                       | MEM 2                                     | NHA                                       | IOW 2                                     | GLN 4                                     | BRI 2                                     | GTW                                       |                                           |                                           | 13e                                       | 172                                       |
| 2019                                      | DGR-Crosley (en)                          | 54                                        | Toyota                                    |                                           |                                           |                                           |                                           |                                           |                                           |                                           |                                           |                                           |                                           | NHA 1*                                    | DOV                                       | 13e                                       | 172                                       |
| 2020                                      | Joe Gibbs Racing                          | 18                                        | Toyota                                    | NSM 3                                     | TOL 1*                                    | DOV 12*                                   | TOL 3                                     | BRI 2                                     | FIF 3                                     |                                           |                                           |                                           |                                           |                                           |                                           | 2e                                        | 300                                       |
| 2021                                      | Joe Gibbs Racing                          | 18                                        | Toyota                                    | NSM                                       | FIF                                       | NSV                                       | DOV 1**                                   | SNM                                       | IOW 1*                                    | MLW 1**                                   | BRI 1*                                    |                                           |                                           |                                           |                                           | 9e                                        | 196                                       |

### ARCA Menards Series West
Au 5 mai 2025, il a participé à 4 courses sur 3 saisons :
- Dernière saison : Voiture Toyota no 18 de la Joe Gibbs Racing en 2021
- Résultat dernière saison : 19e en 2020 et 2021
- Meilleur classement en fin de saison : 19e en 2021
- Victoire(s) : 3
- Top5 : 4
- Top10 : 4
- Pole position : 1

| Légende  | Légende |
| -------- | --- |
| Gras     | Pole position décernée en fonction du temps réalisé en qualification.                                                                     |
| Italique | Pole position décernée en fonction des points au classement ou des temps aux essais.                                                      |
| *        | Plus grand nombre de tours menés. |
| 01       | Aucun point de championnat car inéligible pour le titre lors de cette saison (le pilote concourt pour le titre dans une autre catégorie). |
| DNQ      | Ne s'est pas qualifié. |
| Résultats en ARCA Menards Series West[17] | Résultats en ARCA Menards Series West[17]        | Résultats en ARCA Menards Series West[17] | Résultats en ARCA Menards Series West[17] | Résultats en ARCA Menards Series West[17] | Résultats en ARCA Menards Series West[17] | Résultats en ARCA Menards Series West[17] | Résultats en ARCA Menards Series West[17] | Résultats en ARCA Menards Series West[17] | Résultats en ARCA Menards Series West[17] | Résultats en ARCA Menards Series West[17] | Résultats en ARCA Menards Series West[17] | Résultats en ARCA Menards Series West[17] | Résultats en ARCA Menards Series West[17] | Résultats en ARCA Menards Series West[17] | Résultats en ARCA Menards Series West[17] | Résultats en ARCA Menards Series West[17] | Résultats en ARCA Menards Series West[17] | Résultats en ARCA Menards Series West[17] | Résultats en ARCA Menards Series West[17] |
| ----------------------------------------- | ------------------------------------------------ | ----------------------------------------- | ----------------------------------------- | ----------------------------------------- | ----------------------------------------- | ----------------------------------------- | ----------------------------------------- | ----------------------------------------- | ----------------------------------------- | ----------------------------------------- | ----------------------------------------- | ----------------------------------------- | ----------------------------------------- | ----------------------------------------- | ----------------------------------------- | ----------------------------------------- | ----------------------------------------- | ----------------------------------------- | ----------------------------------------- |
| Année                                     | Équipe                                           | No.                                       | Constructeur                              | 1                                         | 2                                         | 3                                         | 4                                         | 5                                         | 6                                         | 7                                         | 8                                         | 9                                         | 10                                        | 11                                        | 12                                        | 13                                        | 14                                        | Clas.                                     | Pts                                       |
| 2019                                      | Leavine Family Racing (en) avec Joe Gibbs Racing | 40                                        | Toyota                                    | LVS                                       | IRW                                       | TUS                                       | TUS                                       | CNS                                       | SON                                       | DCS                                       | IOW                                       | EVG                                       | GTW                                       | MER                                       | AAS                                       | KCR                                       | PHO 1                                     | 34e                                       | 47                                        |
| 2020                                      | Joe Gibbs Racing                                 | 18                                        | Toyota                                    | LVS                                       | MMP                                       | MMP                                       | IRW                                       | EVG                                       | DCS                                       | CNS                                       | LVS                                       | AAS                                       | KCR                                       | PHO 2*                                    |                                           |                                           |                                           | 19e                                       | 94                                        |
| 2021                                      | Joe Gibbs Racing                                 | 18                                        | Toyota                                    | PHO 1*                                    | SON                                       | IRW                                       | CNS                                       | IRW                                       | PIR                                       | LVS                                       | AAS                                       | PHO 1**                                   |                                           |                                           |                                           |                                           |                                           | 19e                                       | 98                                        |

### Titres
- Champion NASCAR Xfinity Series en 2022 ;
- Champion ARCA Menards Series en 2021.

### Récompenses
- 2023 : NASCAR Cup Series
  - Meilleur pilote débutant (rookie) de l'année.

- 2021 : NASCAR Xfinity Series
  - Meilleur pilote débutant (rookie) de l'année.

## Vie privée
Gibbs est le petit fils de l'entraîneur principal des Redskins de Washington qui est également propriétaire de l'écurie Joe Gibbs Racing, Joe Gibbs. Il est le fils de l'ancien assistant entraîneur des Commanders de Washington et ancien pilote de NASCAR, Coy Gibbs (en) et de l'agente immobilier de Charlotte, Heather Gibbs. Il est le neveu de l'ancien copropriétaire de l'écurie Joe Gibbs, J. D. Gibbs (en) et le cousin de l'ancien quarterback Jackson Gibbs et du tight end Miller Gibbs des Mountaineers d'Appalachian State.

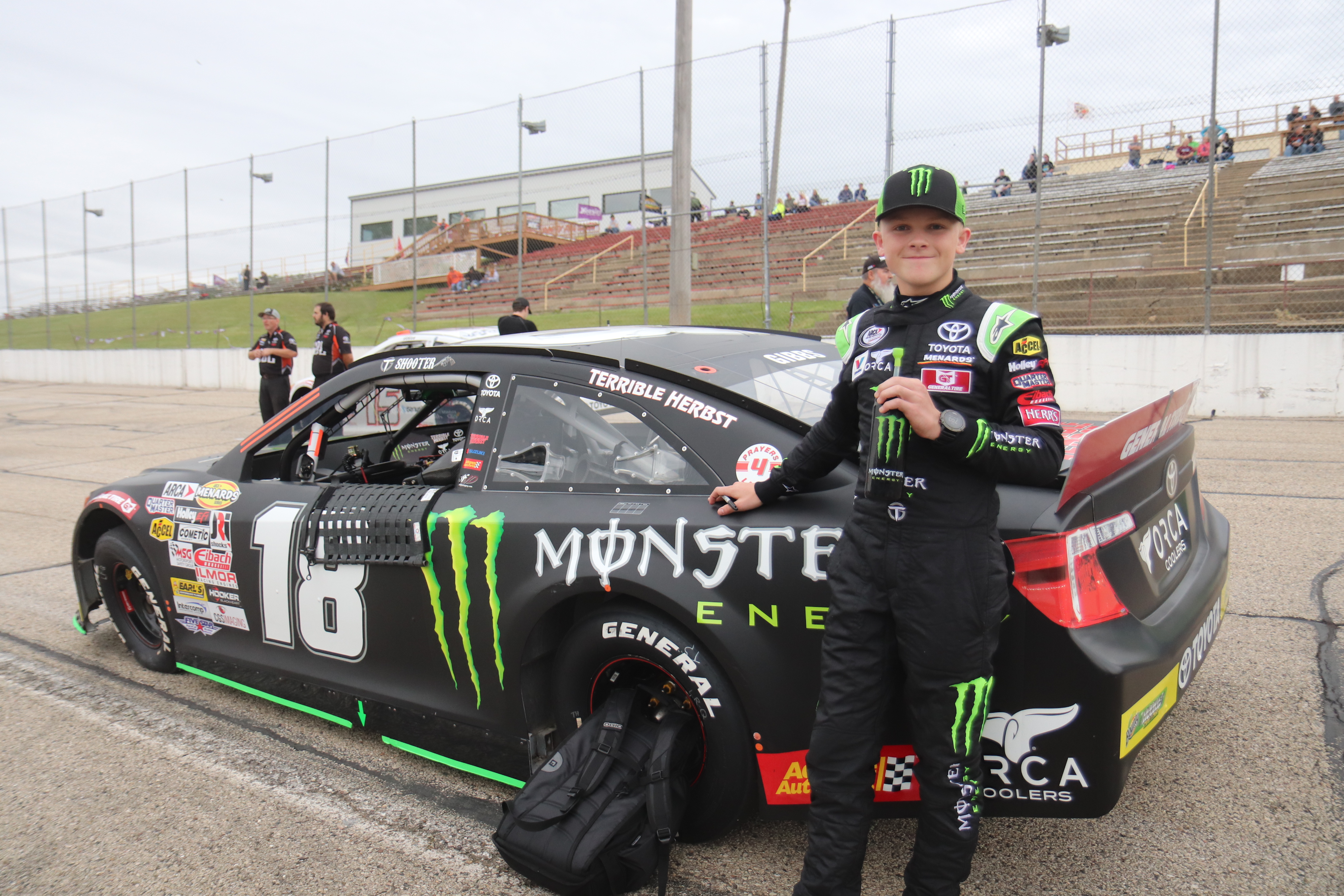
Gibbs à côté de sa voiture avant la course en ARCA à Madison en 2019.
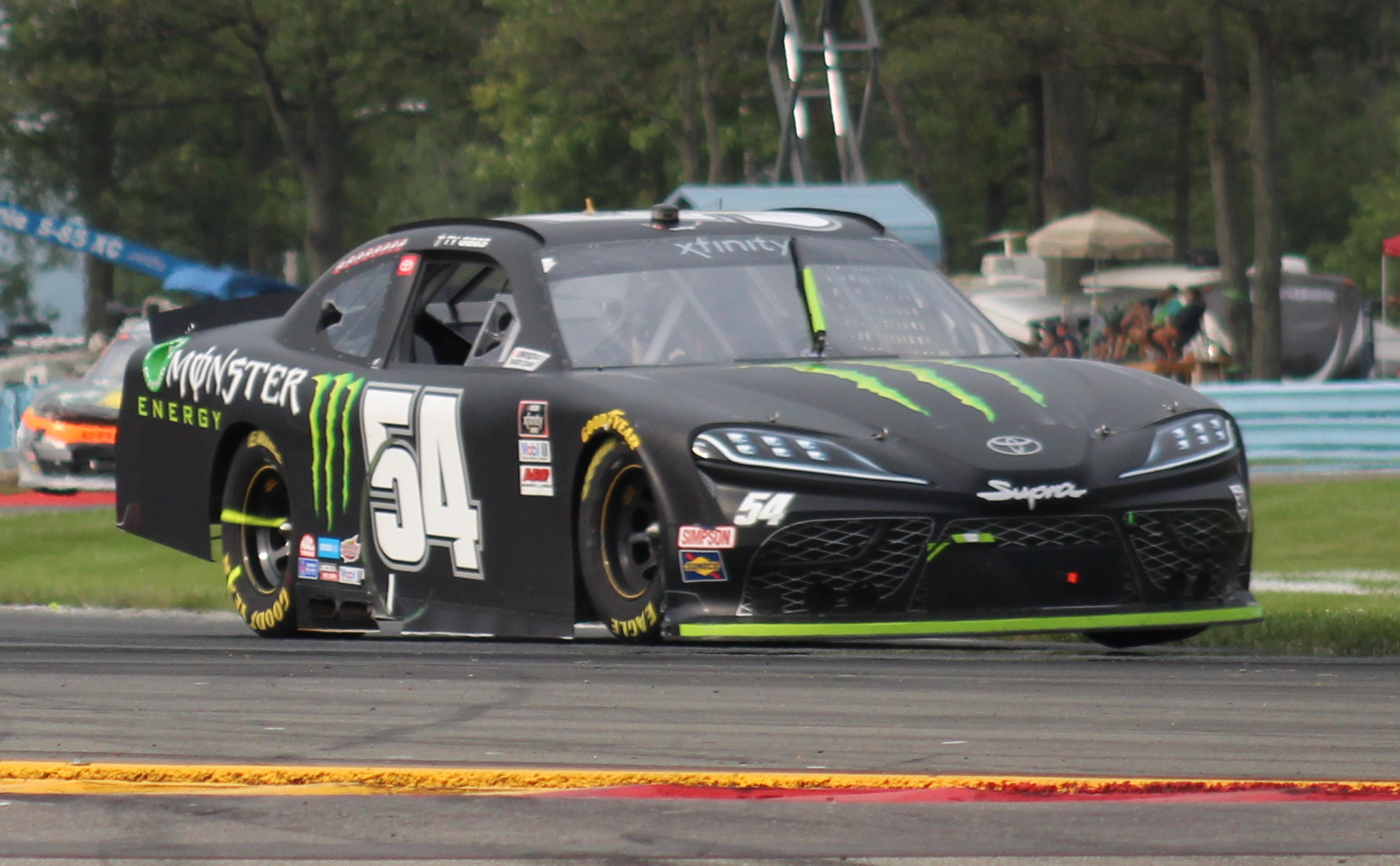
Gibbs dans la n° 54 sur le Watkins Glen International en 2021 (en Xfinity Series).
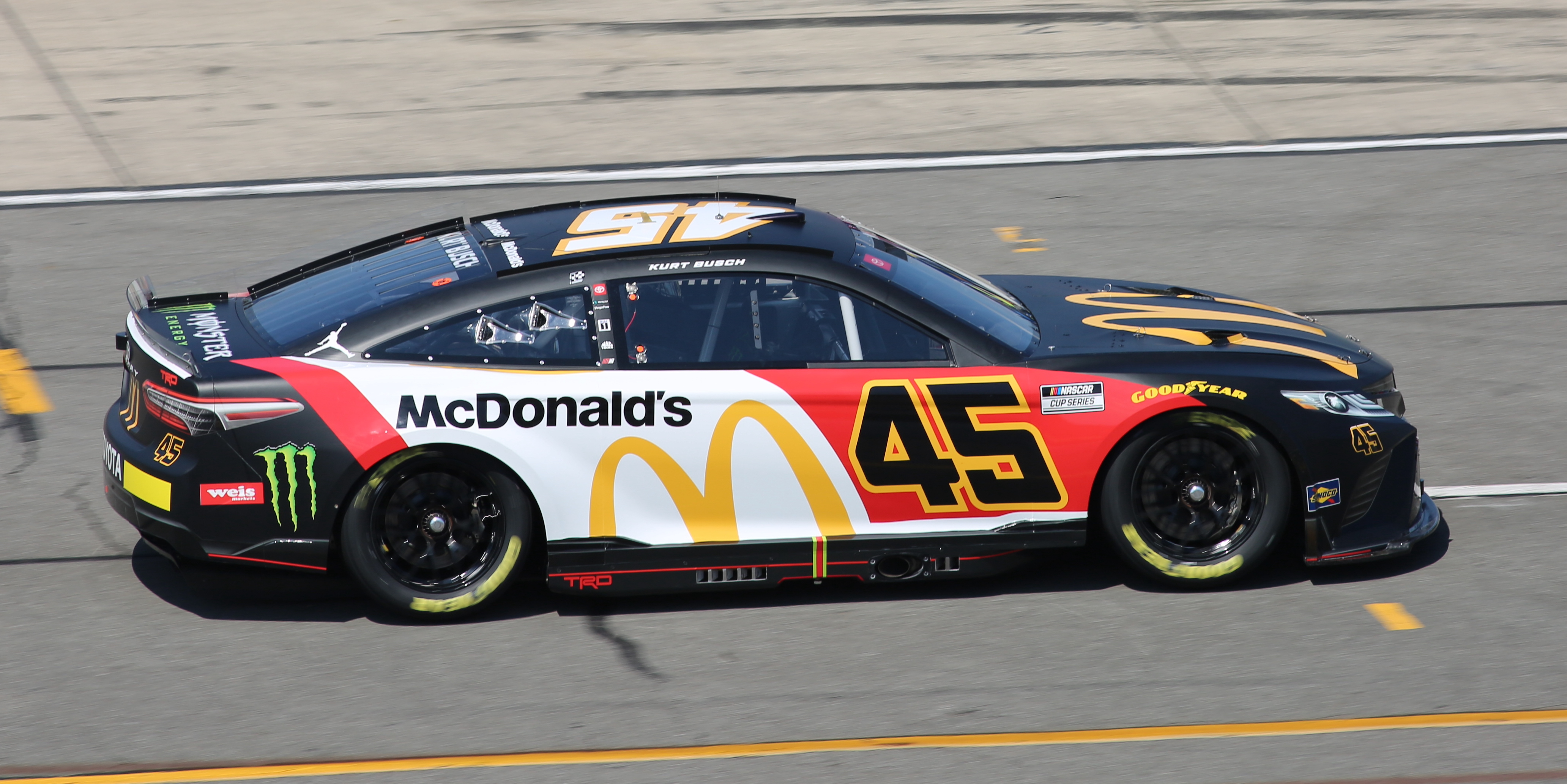
Gibbs dans la no 25 sur le Pocono Raceway en 2022 (en Cup Series).

## Référence
1. ↑  (en-US) Matt Weaver, « Ty Gibbs scores emotional victory in Myrtle Beach Icebreaker – Short Track Scene » (consulté le 17 novembre 2022).
2. ↑  (en-US) Staff Report, « Kurt Busch of 23XI Racing ruled out for Sunday's Cup race at Pocono », sur Official Site Of NASCAR, 24 juillet 2022 (consulté le 17 novembre 2022).
3. ↑  (en-US) Staff Report, « Ty Gibbs to make Cup Series debut in place of Kurt Busch at Pocono », sur Official Site Of NASCAR, 24 juillet 2022 (consulté le 17 novembre 2022).
4. ↑  (en-US) Staff Report, « Kurt Busch sidelined again at Indianapolis », sur Official Site Of NASCAR, 27 juillet 2022 (consulté le 17 novembre 2022).
5. ↑  (en-US) Staff Report, « Kurt Busch not cleared to race at Michigan », sur Official Site Of NASCAR, 3 août 2022 (consulté le 17 novembre 2022).
6. ↑  (en-US) « FireKeepers Casino 400 », sur Official Site Of NASCAR (consulté le 17 novembre 2022).
7. ↑  (en-US) Sean Montgomery, « Number swap: 23XI Racing to pursue owners' championship with Wallace in No. 45 », sur Official Site Of NASCAR, 31 août 2022 (consulté le 17 novembre 2022).
8. ↑  (en-US) Staff Report, « NASCAR penalizes William Byron, Ty Gibbs after Texas incidents », sur Official Site Of NASCAR, 27 septembre 2022 (consulté le 17 novembre 2022).
9. ↑  (en-US) « Ty Gibbs replaced by Daniel Hemric after death of father, Coy- NBC Sports », sur NASCAR Talk | NBC Sports, 6 novembre 2022 (consulté le 17 novembre 2022).
10. ↑  « Ty Gibbs, une histoire de famille », sur AutoHebdo (consulté le 17 novembre 2022).
11. 1 2 3 4 5  (en-US) « Driver - Racing-Reference », sur Racing-Reference (consulté le 5 mai 2025).
12. ↑  (en-US) « Standings », sur Racing-Reference (consulté le 5 mai 2025).
13. ↑  (en-US) « Misc Stats », sur Racing-Reference (consulté le 17 novembre 2022).
14. ↑  (en-US) « Misc Stats », sur Racing-Reference (consulté le 17 novembre 2022).
15. ↑  (en-US) « Misc Stats », sur Racing-Reference (consulté le 17 novembre 2022).
16. ↑  (en-US) « Misc Stats », sur Racing-Reference (consulté le 17 novembre 2022).
17. ↑  (en-US) « Misc Stats », sur Racing-Reference (consulté le 17 novembre 2022).